# Antoni Kalkstein Stoliński
Antoni Kalkstein Stoliński (zm. ok. 1765) – poseł na sejm nadzwyczajny 1730.
Urodził się w rodzinie szlacheckiej herbu Kos odmienny jako syn Jana Kalkstein Stolińskiego i Elżbiety Kleist, jego bratem był Melchior Kalkstein Stoliński (ok. 1691–1762), który był podkomorzym chełmińskim i posłem na sejmy.
W 1762 roku Antoni Kalkstein Stoliński był jednym ze spadkobierców po swoim bracie Melchiorze. Bratem jego dziadka był zmarły w 1673 r. Melchior Kalkstein Stoiński II, poseł na sejm elekcyjny 1648.